# Fuerza Aérea Rumana
La Fuerza Aérea Rumana (en rumano: Forţele Aeriene Române) es la rama aérea de las Fuerzas Armadas Rumanas. Tiene jefaturas de una fuerza aérea, un comando operacional, sus aparatos están distribuidos en cuatro bases aéreas y posee una brigada de defensa aérea. Las fuerzas de reserva incluyen dos bases aéreas y tres campos de aviación. En 2007, el personal de la fuerza aérea rumana ascendía a 13.250.

## Historia
En 1913 se fundó la fuerza aérea de Rumanía bajo la denominación de "Aeronáutica Militar Rumana", poco antes del comienzo de la Primera Guerra Mundial. Durante el período de preguerra la aviación militar rumana vivió una época dorada, ya que el país se dotó de una importante industria aeronáutica que lo convirtió en una pequeña potencia regional en materia de aviones. La "Industria Aeronautică Română" (IAR) fue una de las factorías más destacadas de esta época. Aun así, durante esta época la importación de aviones franceses, ingleses o polacos tuvo un importante peso.
Comenzada la Segunda Guerra Mundial, entre 1941 y 1944 la aviación militar se renombró como Real Fuerza Aérea Rumana (Forțele Aeriene Regale ale României o FARR), cambiando también sus marcas distintivas. Aliada con Alemania, la Fuerza Aérea Rumana mantuvo una estrecha cooperación con la Luftwaffe en las operaciones militares del Frente oriental.
Durante la Guerra Fría la Fuerza Aérea rumana mantuvo una estrecha relación con la Unión Soviética y buena parte de sus aviones de primera línea seguían el modelo soviético, aunque la industria aeronáutica rumana siguió teniendo una relativa importancia.

## Inventario actual
| Aeronave                 | Imagen           | Origen           | Tipo                                | Variante         | En servicio      | Notas |
| Caza y bombardeo         | Caza y bombardeo | Caza y bombardeo | Caza y bombardeo                    | Caza y bombardeo | Caza y bombardeo | Caza y bombardeo |
| ------------------------ | ---------------- | ---------------- | ----------------------------------- | ---------------- | ---------------- | --- |
| F-16 MLU Fighting Falcon |                  | Estados Unidos   | Caza                                | F-16AM F-16BM    | 20               | Falta solo su asignación oficial al servicio activo.                                                                    |
| Transporte               |                  |                  |                                     |                  |                  | |
| Antonov An-26            |                  | Unión Soviética  | Transporte                          |                  | 1                | |
| Lockeheed C-130 Hercules |                  | Estados Unidos   | Transporte                          | C-130B C-130H    | 8                | |
| Entrenamiento            |                  |                  |                                     |                  |                  | |
| Yak 52                   |                  | Rumania          | Entrenador                          | Yak-52W Yak-52TW | 14               | |
| IAR 99                   |                  | Rumania          | Avión de ataque ligero y entrenador | “Șoim” (Halcón)  | 21               | Avión entrenador avanzado y avión ligero de ataque, capaz de la realizar misiones de apoyo cercano y de reconocimiento. |

## Escarapelas históricas

1915-1941
1941-1944
1944-1947
1947-1984